# 外国法事務弁護士
外国法事務弁護士（がいこくほうじむべんごし、英表記：Foreign Legal Consultant）とは、外国の弁護士有資格者による日本国内での法曹活動を認めた外国弁護士による法律事務の取扱いに関する特別措置法（外弁法）に基づき、日本弁護士連合会に登録された弁護士をいう。2016年12月現在、413名が登録している。

## 制度趣旨
外国法事務弁護士制度とは、外弁法に基づき、外国弁護士のうち、特定の要件を満たす者が法務大臣の承認を得て日本弁護士連合会に登録することで、外弁法第3条に定められた原資格国法に関する法律事務を行うことができる制度である。これにより、日本の弁護士資格を持たない外国弁護士が日本国内において弁護士としての職務を行っても非弁行為とはならなくなっている。
ただし、行える法律事務の範囲は原則として原資格国法に関するものに限定されており、例えば日本国内での民事・刑事訴訟などは職務として行うことはできない。これは「外国法事務弁護士に当該特定外国の法に関する法律事務をも行わせることが、日本における外国法に関する法律サービスを充実させるうえで合理的であるとの判断に基づいて許容された」ためである。
アメリカからの強引な手法で認めさせられた制度であるが、相互主義により日本人弁護士がアメリカで業務を行うことも可能であり、1992年にアメリカで日本人弁護士による初の法律事務所が開設された。
登録には3年以上の実務経験が必要であり、そのうち2年以上は海外実務経験でなければならない。法務省と日本弁護士連合会の検討会は海外経験の要件を1年に短縮することを提案している。

## 制度の成立と変化
1960年代以降に日本が経済的に発展し、また世界的にも交通手段の発達により、相互の経済交流が以前よりも活発に行われるようになっていた。この中で、1971年（昭和46年）、フランスにおいて外国弁護士の受け入れが始まり、また1974年（昭和49年）になってアメリカ・ニューヨーク州においても外国弁護士の受け入れが始まるなど、世界的な流れとしては外国弁護士を受け入れるという方向となっていた。
このような中で、ニューヨーク州弁護士会は日本弁護士連合会に対して外国弁護士の受け入れを求めたが、日本国内においては外国弁護士を受け入れる制度的基盤がなかったため、この時は受け入れられていない。
1977年（昭和52年）になり、アメリカ・ニューヨーク州弁護士会に所属する弁護士が来日し、法律事務所（ローファーム）を開設して活動を始めるというシャピロ事件が発生する。この時、この活動は非弁行為ではないかという疑いもあり、日本弁護士連合会においては非常に問題となっている。また、1982年（昭和57年）になって、アメリカが貿易摩擦における問題のひとつとして、この外国弁護士を受け入れていない問題を取り上げるようになり、司法制度の根幹にかかわる問題という扱いを受けながらも、最終的には1986年（昭和61年）5月に外弁法が成立、翌1987年（昭和62年）4月より施行された。
当初は外国法事務弁護士が日本弁護士を雇用することが禁止されており、また外国法事務弁護士と日本弁護士との共同事業が原則禁止されていたが、1994年の外弁法改正により、特定の要件を満たした場合に共同事業が許可されるように改正され、2003年（平成15年）の外弁法改正により、外国法事務弁護士も日本弁護士も相互に雇用し合えるようになり、共同事業（外国法共同事業）も認められるようになっている。

## 外国法事務弁護士の懲戒
外国法事務弁護士の懲戒は原資格国の法律に基づいて弁護士資格を付与されているものであるが、その外国法事務弁護士の非行等があった場合、日本国内における活動を停止させる為、日本弁護士連合会が「戒告」「2年以内の業務停止」「退会命令」「除名」の処分を下すことができる。一般の日本弁護士と違い、外国法事務弁護士に対する懲戒処分を行うのは外国法事務弁護士懲戒委員会であり、また弁護士の活動を調査するのも外国法事務弁護士綱紀委員会である。これらは日本弁護士に対する懲戒委員会、綱紀委員会と同じ働きをするものである。